# 福雷斯特 (澳大利亞國會選區)
福雷斯特選區（英語：Division of Forrest），是澳大利亞西澳大利亞州的下議院選區，位於該州西南部。面積12,781平方公里。
選區始於1922年，名字是來自首位首任州督約翰·福雷斯特。本區1949年前是澳大利亞國家黨的選區，此後多數由自由黨控制。自2007年起當區議員是自由黨的諾拉·馬利諾。